# آنورادها پاتل
آنورادها پاتل (به انگلیسی: Anuradha Patel) (زاده ۳۰ اوت ۱۹۶۱) بازیگر هندی است.
از کارهای معروف او می‌توان به بازی در فیلم اجازه اشاره کرد.

## فیلم‌شناسی
فهرست برخی از فیلم‌هایی که آنورادها پاتل در آن‌ها به ایفای نقش پرداخته است:
- جشنواره (۱۹۸۴)
- بازی با جان (۱۹۸۵)
- قاضی (۱۹۸۶)
- اجازه (۱۹۸۷)
- اختلاف (۱۹۸۸)
- مهربانی (۱۹۸۸)
- جنتلمن (۱۹۸۹)
- دیوانه (۲۰۰۰)
- به من قسم بخور (۲۰۰۳)
- ده داستان (۲۰۰۷)
- اگه بدونی یا نه (۲۰۰۸)
- عایشا (۲۰۱۰)
- آماده (۲۰۱۱)
- راده شیام (۲۰۲۲)
- ساتیاپرم کی کاتا (۲۰۲۳)